# Glochidion trichophorum
Glochidion trichophorum är en emblikaväxtart som beskrevs av Elmer Drew Merrill. Glochidion trichophorum ingår i släktet Glochidion och familjen emblikaväxter. Inga underarter finns listade i Catalogue of Life.